# Ядерна астрофізика
Ядерна астрофізика — розділ астрофізики, що вивчає роль процесів мікросвіту в космічних явищах.
Предмет ядерної астрофізики — ядерні процеси в зорях та інших космічних об'єктах, унаслідок яких виділяється енергія й утворюються хімічні елементи. Ці процеси охоплюють ядерні реакції та радіоактивний розпад нестійких ядер. Ядерні процеси, що відбуваються на ранніх, дозоряних стадіях еволюції Всесвіту, не є предметом дослідження ядерної астрофізики — їх вивчають у теорії космологічного нуклеосинтезу. Предметом дослідження ядерної астрофізики є також процеси випромінювання й поглинання нейтрино під час спалахів наднових, гравітаційного колапсу зір (під час утворення нейтронних зір і чорних дір). До ядерної астрофізики належать також нейтринна астрофізика та фізика космічних променів.
Ядерна астрофізика спирається на досягнення ядерної фізики та фізики елементарних частинок, використовує дані, одержані з вивчення спектрів різних космічних променів, складу космічного проміння та метеоритів. Ядерна астрофізика — основа теорії внутрішньої будови та еволюції зір; вона пояснює спостережувану різноманітність типів зір, механізми виділення енергії в них, походження і поширеність хімічних елементів, визначає вік небесних тіл ядерними методами. Джерелами енергії зір є термоядерні реакції синтезу гелію і більш важких елементів з водню в умовах зоряних надр; ці реакції зумовлюють також еволюцію хімічного складу зір. Викиди речовини з небесних тіл збагачують важкими елементами міжзоряне середовище. Важкі ядра і частина гелію утворюються в зорях, але основна частина гелію синтезувалась, згідно з моделлю «гарячого Всесвіту», на ранній (дозоряній) стадії еволюції Всесвіту.

## Досліджувані процеси
Головними процесами, на засадах використання яких побудовано всі сучасні теорії формування, будови та еволюції зір, спалахів наднових, утворення хімічних елементів, є такі:
- H-процес — перетворення водню у гелій під час реакцій водневого циклу і вулецево-азотного циклу; це джерело енергії для зір головної послідовності;
- α-процес — сукупність гелієвих реакцій та реакцій ядер вуглецю і кисню в надрах зір-гігантів;
- e-процес — утворення елементів групи заліза в ядрах зір на пізніх стадіях еволюції, при температурах близько 3•109 К (тобто, перед спалахом наднової);
- s-процес — повільний процес захоплення нейтронів у ядрах зір;
- r-процес — швидкий процес захоплення нейтронів (зокрема, відбувається під час спалахів наднових);
- p-процес — утворення обійдених ядер у реакціях за участі протонів;
- rp-процес — швидке послідовне захоплення ядрами протонів;
- X-процес — утворення Li, Be, B у незрівноваженій плазмі у разі реакцій сколювання;
- Нейтронізація ядер — перетворення сукупності ядер та високоенергійних електронів у нейтронну рідину;
- Емісія нейтрино й антинейтрино у разі гравітаційного колапсу;
- Нейтринна ігнітація — запалювання термоядерних реакцій нейтринним випромінюванням у виродженій речовині зір під час колапсу їхніх вуглецево-кисневих ядер.

Серед надійно підтверджених астрономічними спостереженнями результатів лабораторних досліджень білою плямою є проблема сонячних нейтрино — наявні теорії їхнього утворення не в змозі пояснити значне розходження між очікуваною та одержаною зі спостережень інтенсивністю їхнього потоку біля Землі[джерело?].